# Junges Netzwerk für politische Aktionen
Das Junge Netzwerk für politische Aktionen (JunepA) – bis April 2019: Jugendnetzwerk für politische Aktionen – wurde 2013 gegründet und organisiert in Deutschland Aktionen zivilen Ungehorsams zu verschiedenen aktuellen Themen wie Klimawandel oder Militarisierung. Die Aktivisten wollen eine Plattform für junge Menschen sein, die sich für politische Aktionen vernetzen und politischen Wandel herbeiführen und geben an, unabhängig und selbstorganisiert zu sein.

## Auszeichnungen
JunepA wurde 2017 mit dem Aachener Friedenspreis ausgezeichnet. In der Begründung werden die Proteste und Aktionen zivilen Ungehorsams von JunepA als „mutig, kreativ, höchst anerkennens- und unterstützenswert“ bezeichnet. Das Netzwerk lege die Finger in aktuell brennende gesellschaftspolitische Wunden.

## Kampagnen

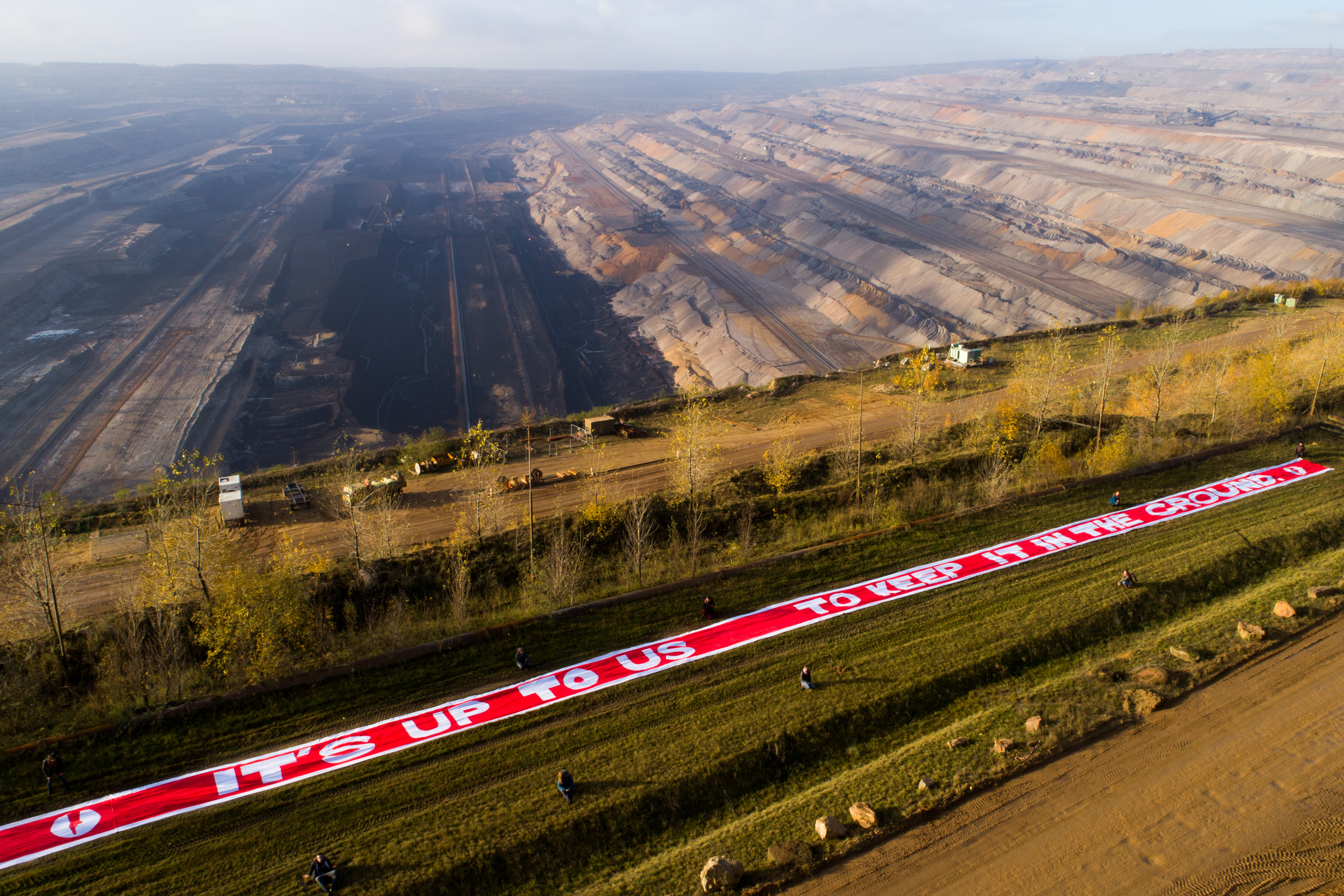
Banneraktion im Tagebau Hambach 2017

Themenfelder des Netzwerks sind unter anderem Klimagerechtigkeit, Atomkraftnutzung, Antimilitarismus und Kapitalismuskritik. Die Aktionsformen umfassen Banneraktionen wie 2015 an der Berliner Siegessäule anlässlich der Weltklimakonferenz COP 21, Sitzblockaden wie 2015 an der Brennelementefabrik des Unternehmens Areva in Lingen, Plakat- und Adbusting-Aktionen wie die Klimafahndungen 2018 und 2020 und Go-ins wie 2016 am Fliegerhorst Büchel. Auch wurde die Kampagne Kohle erSetzen! unter anderem von JunepA initiiert. Kohle erSetzen! blockierte 2017 die Zufahrtsstraßen des Kraftwerks Neurath während der Aktionstage  und rief 2018 erfolgreich zu Blockaden von Braunkohleinfrastruktur im Leipziger Land auf. Auch 2019 kam es beim Tagebau Garzweiler erneut zu Blockaden von Bauarbeiten und Zufahrten, Lastwagen mussten Umwege fahren und Kohlezüge fielen aus. 2020 blockierten  Kohle erSetzen! und JunepA mit der Kampagne „Keinen Meter der Kohle“ die Abrissarbeiten der Landstraße L277 und beteiligten sich damit am Protest von Alle Dörfer bleiben. Im Jahr 2021 machte das Netzwerk im Rahmen eines Segeltörns auf der Ostsee mit Aktionen in Warnemünde und Rostock auf militärische Sperrgebiete und das parallel stattfindende Marine-Manöver „Northern Coasts“ aufmerksam.

## Juristische Konsequenzen
Aktivisten, die 2016 im Rahmen einer JunepA-Aktion die Start- und Landebahn des Fliegerhorsts Büchel besetzt hatten, wurden 2017 vom Amtsgericht Cochem wegen Hausfriedensbruch zu Geldstrafen verurteilt. Zwei der Aktivistinnen legten Berufung ein, die das Landgericht Koblenz am 12. April 2018 verwarf. Die IPPNW kritisierte das Urteil, da ein rechtfertigender Notstand gegeben sei. Die Aktivistinnen kündigten an, weitere Rechtsmittel einzulegen. Mit der weiterführenden Prozesskampagne Wider§pruch reichten JunepA-Aktivisten am 18. Mai 2020 in Karlsruhe eine Verfassungsbeschwerde gegen Nukleare Teilhabe ein. Alle Angehörigen der Kampagne wurden im Juli 2020 rechtskräftig zu Geldstrafen verurteilt.
Drei JunepA-Aktivisten, die 2016 mit einer Banner-Aktion gegen die Freihandelsabkommen TTIP und CETA im Kölner Hauptbahnhof demonstrierten, wurden am Amtsgericht Köln ebenfalls wegen Hausfriedensbruch zu Geldstrafen verurteilt.